# Stone & Webster
Stone & Webster é uma empresa americana que presta serviços de engenharia com sede na cidade de Stoughton, Massachusetts. Foi fundada como um laboratório de testes elétricos e empresa de consultoria pelos engenheiros elétricos Charles Stone e Edwin Webster em 1889. Foi adquirida e integrada como uma divisão da The Shaw Group em 2000, seguida pela Technip em 2012.